# Дэй Джордж, Линда
Линда Дэй Джордж (англ. Lynda Day George, род. 11 декабря 1944, Сан-Маркос, штат Техас) — американская актриса. Джордж наиболее известна по роли в классическом сериале «Миссия невыполнима», за которую получила номинации на премию «Эмми» «За лучшую женскую роль в драматическом телесериале» и на «Золотой глобус» в категории «За лучшую женскую роль в телевизионном сериале — драма».
В дополнении к своей роли в «Миссия невыполнима», Дэй в ходе 1960-х и 1970-х появилась в ряде других телевизионных шоу, включая «Беглец», «Бонанза», «Доктор Маркус Уэлби», «Лодка любви» и «Остров фантазий». Она также появилась в нескольких мини-сериалах ABC, включая «Богач, бедняк» и «Корни». Вне телевидения Дэй снялась в фильмах ужасов «День животных» (1977), «По ту сторону зла» (1980), «Куски» (1982) и «Морг» (1983).
С 1970 по 1983 год Дэй Джордж была замужем за актёром Кристофером Джорджем, а также имела ещё два брака после.